# کاویتا کوشیک
کاویتا کوشیک (انگلیسی: Kavita Kaushik؛ زادهٔ ۱۵ فوریهٔ ۱۹۸۱) مجری تلویزیون، مدل و بازیگر اهل هند است. وی از سال ۲۰۰۱ میلادی تاکنون مشغول فعالیت بوده‌است.
از فیلم‌ها یا مجموعه‌های تلویزیونی که وی در آن‌ها نقش داشته است، می‌توان به انتقام‌جو و زنجیر اشاره نمود.